# Antigny (Vienne)
Pour les articles homonymes, voir Antigny.
Antigny est une commune du Centre-Ouest de la France, située dans le département de la Vienne  en région Nouvelle-Aquitaine.

## Géographie
Les citoyens d'Antigny sont nommés les Antignois et les Antignoises.

### Localisation
Antigny est un petit village situé à 4 km au sud de Saint-Savin-sur-Gartempe.

### Communes limitrophes
| Paizay-le-Sec        | Saint-Savin | Saint-Germain Villemort |
| Leignes-sur-Fontaine | d'Antigny   | Haims                   |
| Pindray              | Jouhet      |                         |

### Géologie et relief
La région d'Antigny présente un paysage de plaines vallonnées plus ou moins boisées et de vallées. Le terroir se compose de groies profondes pour 51 % sur les plaines calcaires, de calcaires pour 11 % dans les vallées et terrasses alluviales, de terres fortes et d'argile à silex peu profonde pour respectivement 2 % et 36 % sur les plateaux du Seuil du Poitou. Les groies qui sont, donc, présentes sur plus de la moitié du territoire, sont des terres du sud-ouest de la France, argilo-calcaires, peu profondes  - en général de moins de 50 cm d’épaisseur – et  plus ou moins riches en cailloux. Elles sont fertiles et saines et donc, propices à la polyculture céréalière mais elles s’assèchent vite.

### Hydrographie
Son territoire communal est traversé sur 8 km par la rivière Gartempe.

### Climat
Pour des articles plus généraux, voir Climat de la Nouvelle-Aquitaine et Climat de la Vienne.
Historiquement, la commune est exposée à un climat océanique du nord-ouest.  
En 2020, Météo-France publie une typologie des climats de la France métropolitaine dans laquelle la commune est exposée à un climat océanique altéré et est dans la région climatique Poitou-Charentes, caractérisée par un bon ensoleillement, particulièrement en été et des vents modérés.
Pour la période 1971-2000, la température annuelle moyenne est de 11,7 °C, avec une amplitude thermique annuelle de 14,9 °C. Le cumul annuel moyen de précipitations est de 761 mm, avec 11,5 jours de précipitations en janvier et 6,8 jours en juillet. Pour la période 1991-2020, la température moyenne annuelle observée sur la station météorologique la plus proche, située sur la commune de Montmorillon à 12,18 km à vol d'oiseau, est de 0,0 °C et le cumul annuel moyen de précipitations est de 0,0 mm,. Pour l'avenir, les paramètres climatiques de la commune estimés pour 2050 selon différents scénarios d'émission de gaz à effet de serre sont consultables sur un site dédié publié par Météo-France en novembre 2022.

## Urbanisme

### Typologie
Au 1er janvier 2024, Antigny est catégorisée commune rurale à habitat très dispersé, selon la nouvelle grille communale de densité à sept niveaux définie par l'Insee en 2022.
Elle est située hors unité urbaine. Par ailleurs la commune fait partie de l'aire d'attraction de Montmorillon, dont elle est une commune de la couronne,. Cette aire, qui regroupe 18 communes, est catégorisée dans les aires de moins de 50 000 habitants,.

### Occupation des sols
L'occupation des sols de la commune, telle qu'elle ressort de la base de données européenne d’occupation biophysique des sols Corine Land Cover (CLC), est marquée par l'importance des territoires agricoles (81,1 % en 2018), une proportion identique à celle de 1990 (81,1 %). La répartition détaillée en 2018 est la suivante : terres arables (69,8 %), forêts (18,5 %), zones agricoles hétérogènes (10,4 %), prairies (0,9 %), zones urbanisées (0,4 %). L'évolution de l'occupation des sols de la commune et de ses infrastructures peut être observée sur les différentes représentations cartographiques du territoire : la carte de Cassini (XVIIIe siècle), la carte d'état-major (1820-1866) et les cartes ou photos aériennes de l'IGN pour la période actuelle (1950 à aujourd'hui).

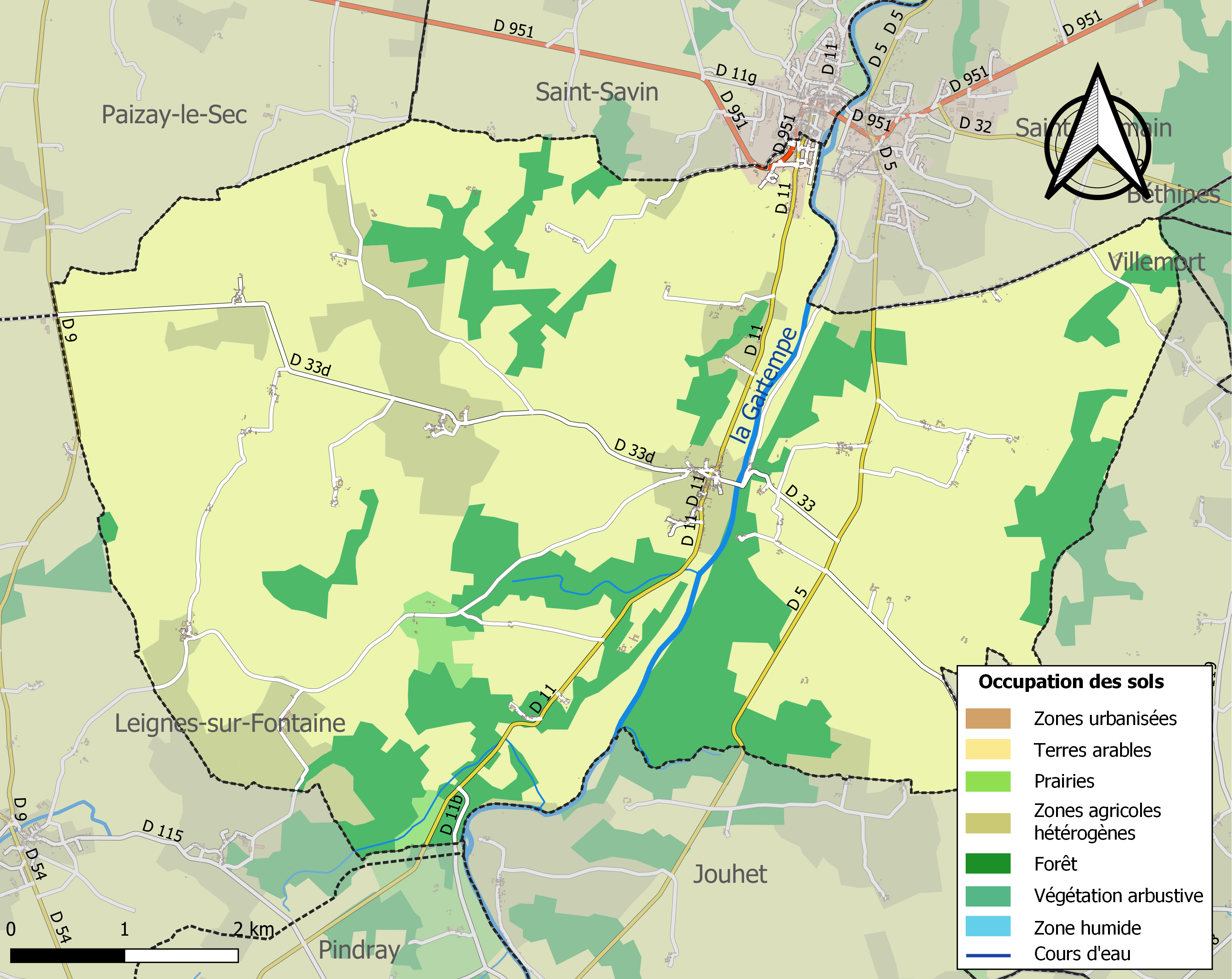
Carte des infrastructures et de l'occupation des sols de la commune en 2018 (CLC).

### Risques majeurs
Le territoire de la commune d'Antigny est vulnérable à différents aléas naturels : météorologiques (tempête, orage, neige, grand froid, canicule ou sécheresse), inondations, mouvements de terrains et séisme (sismicité faible). Il est également exposé à deux risques technologiques,  le transport de matières dangereuses et le risque nucléaire. Un site publié par le BRGM permet d'évaluer simplement et rapidement les risques d'un bien localisé soit par son adresse soit par le numéro de sa parcelle.

#### Risques naturels
Certaines parties du territoire communal sont susceptibles d’être affectées par le risque d’inondation par débordement de cours d'eau, notamment la Gartempe. La commune a été reconnue en état de catastrophe naturelle au titre des dommages causés par les inondations et coulées de boue survenues en 1982, 1983, 1993, 1999, 2010 et 2016,.

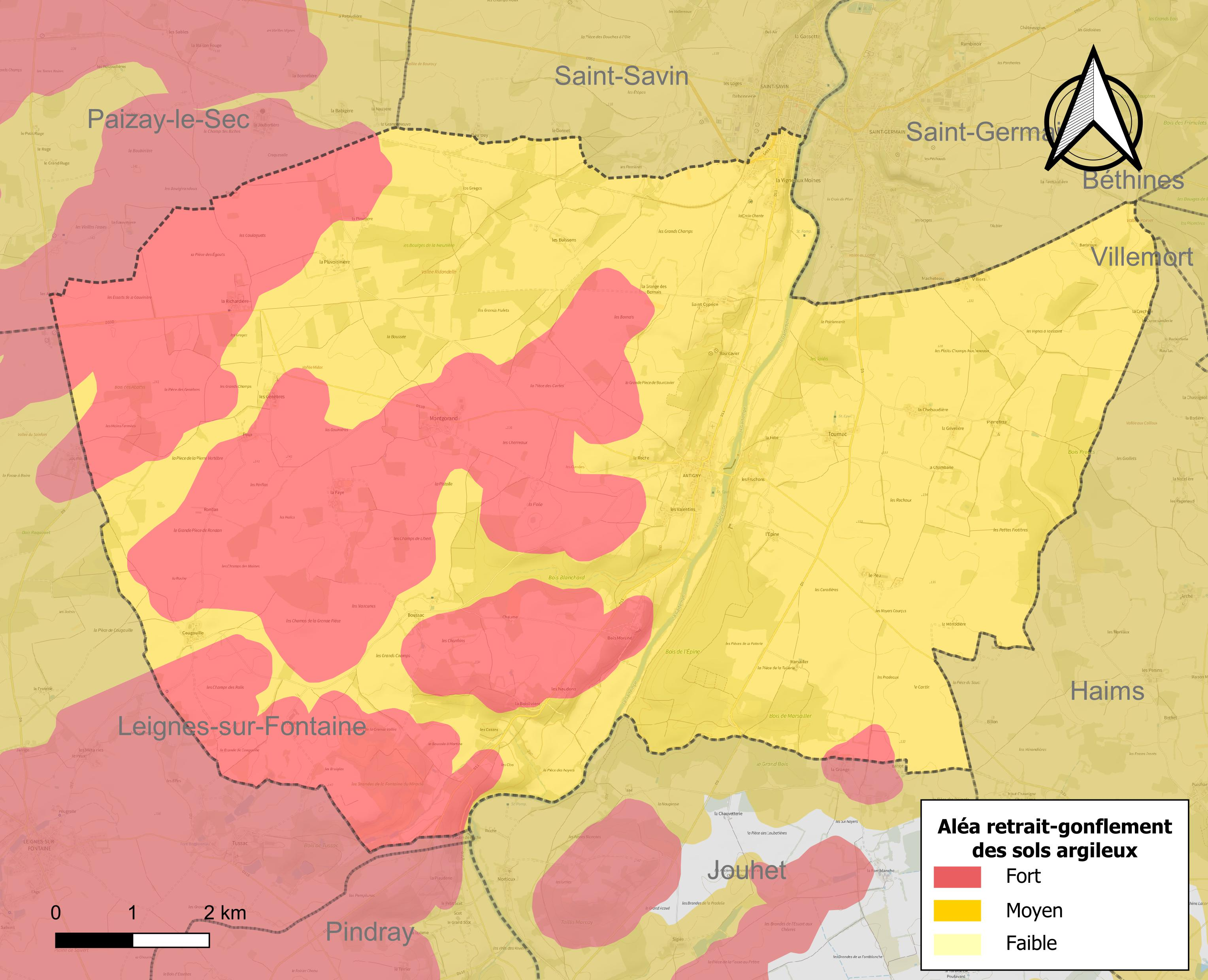
Carte des zones d'aléa retrait-gonflement des sols argileux d'Antigny.

Les mouvements de terrains susceptibles de se produire sur la commune sont des affaissements et effondrements liés aux cavités souterraines (hors mines) et des tassements différentiels. Afin de mieux appréhender le risque d’affaissement de terrain, un inventaire national permet de localiser les éventuelles cavités souterraines sur la commune. Le retrait-gonflement des sols argileux est susceptible d'engendrer des dommages importants aux bâtiments en cas d’alternance de périodes de sécheresse et de pluie. La totalité de la commune est en aléa moyen ou fort (79,5 % au niveau départemental et 48,5 % au niveau national). Depuis le 1er octobre 2020, en application de la loi ÉLAN, différentes contraintes s'imposent aux vendeurs, maîtres d'ouvrages ou constructeurs de biens situés dans une zone classée en aléa moyen ou fort,.
La commune a été reconnue en état de catastrophe naturelle au titre des dommages causés par la sécheresse en 2011, 2016, 2017, 2018, 2019 et 2020 et par des mouvements de terrain en 1999 et 2010.

#### Risque technologique
La commune étant située dans le périmètre du plan particulier d'intervention (PPI) de 20 km autour de la centrale nucléaire de Civaux, elle est exposée au risque nucléaire. En cas d'accident nucléaire, une alerte est donnée par différents médias (sirène, sms, radio, véhicules). Dès l'alerte, les personnes habitant dans le périmètre de 2 km se mettent à l'abri. Les personnes habitant dans le périmètre de 20 km peuvent être amenées, sur ordre du préfet, à évacuer et ingérer des comprimés d’iode stable,,.

## Toponymie
Le nom de la localité est attesté avec certitude Ecclesia Sanctae Mariae de Anthignec en 1184, sans certitude Antidicinnaco, tout comme Ab Antiniaco villa seu vico dans « la Légende de Saint Savin et de Saint Cyprien » ; Antygnet en 1309 et Antigny en 1450.

## Histoire
Sur la commune s'est développé un vicus, agglomération rurale gallo-romaine, au lieu-dit Gué de Sceaux (la graphie gué de Sciaux correspond à la prononciation patoisante), sur la voie romaine de Bourges (Avaricum) à Poitiers (Lemonum).
Il était doté d’un petit théâtre romain de plan polygonal.

## Politique et administration

### Liste des maires

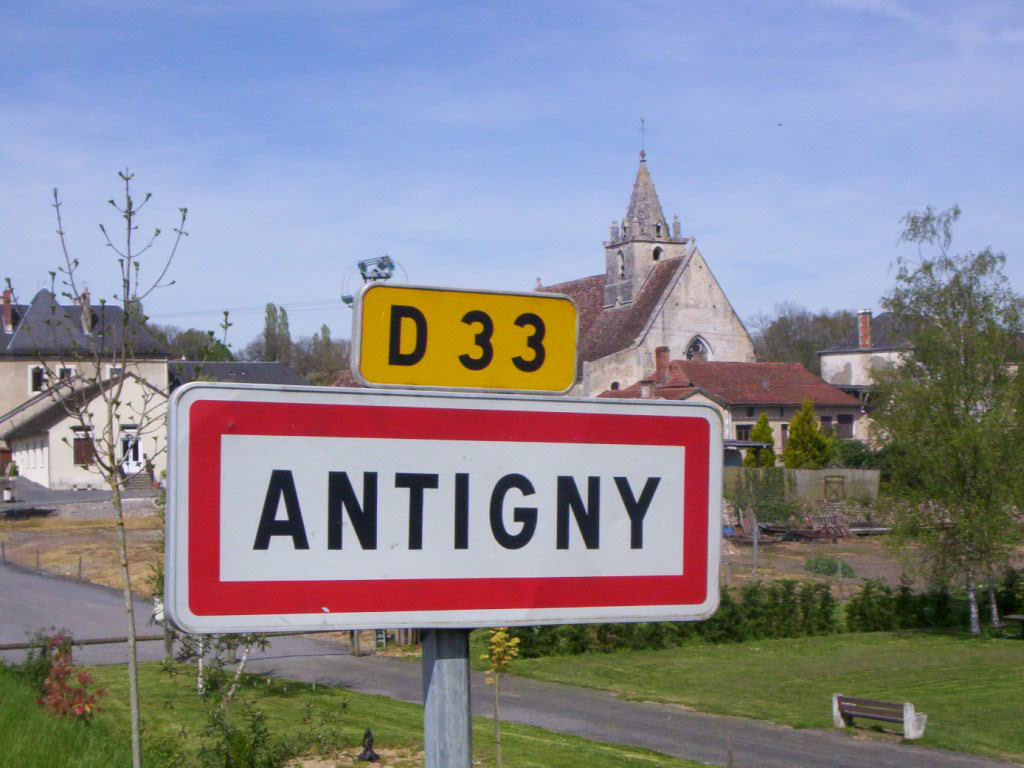
Panneau d'entrée d'Antigny (Vienne).

| Période   | Période   | Identité          | Étiquette | Qualité |
| --------- | --------- | ----------------- | --------- | ------- |
| mars 2001 | mars 2008 | Pascale Pinaudeau |           |         |
| mars 2008 | mars 2020 | Pascale Dagonat   |           |         |
| mars 2020 | ....      | Vincent Lauer     |           |         |

### Instances judiciaires et administratives
La commune relève du tribunal d'instance de Poitiers, du tribunal de grande instance de Poitiers, de la cour d'appel  Poitiers, du tribunal pour enfants de Poitiers, du conseil de prud'hommes de Poitiers, du tribunal de commerce de Poitiers, du tribunal administratif de Poitiers et de la cour administrative d'appel  de  Bordeaux,  du tribunal des pensions de Poitiers, du tribunal des affaires de la Sécurité sociale de la Vienne, de la cour d’assises de la Vienne.

### Services publics
Les réformes successives de La Poste ont conduit à la fermeture de nombreux bureaux de poste ou à leur transformation en simple relais. Toutefois, la commune a pu maintenir le sien.

## Démographie
Les habitants sont nommés les Antignois.
L'évolution du nombre d'habitants est connue à travers les recensements de la population effectués dans la commune depuis 1793. Pour les communes de moins de 10 000 habitants, une enquête de recensement portant sur toute la population est réalisée tous les cinq ans, les populations de référence des années intermédiaires étant quant à elles estimées par interpolation ou extrapolation. Pour la commune, le premier recensement exhaustif entrant dans le cadre du nouveau dispositif a été réalisé en 2008.

En 2022, la commune comptait 543 habitants, en évolution de −2,51 % par rapport à 2016 (Vienne : +0,6 %, France hors Mayotte : +2,11 %).
| 1793  | 1800  | 1806  | 1821  | 1831  | 1836  | 1841  | 1846  | 1851  |
| ----- | ----- | ----- | ----- | ----- | ----- | ----- | ----- | ----- |
| 1 243 | 1 260 | 1 202 | 1 126 | 1 126 | 1 075 | 1 070 | 1 095 | 1 128 |

| 1856  | 1861  | 1866  | 1872  | 1876  | 1881  | 1886  | 1891  | 1896  |
| ----- | ----- | ----- | ----- | ----- | ----- | ----- | ----- | ----- |
| 1 125 | 1 054 | 1 042 | 1 012 | 1 012 | 1 007 | 1 052 | 1 023 | 1 005 |

| 1901 | 1906 | 1911 | 1921 | 1926 | 1931 | 1936 | 1946 | 1954 |
| ---- | ---- | ---- | ---- | ---- | ---- | ---- | ---- | ---- |
| 942  | 958  | 956  | 895  | 833  | 821  | 856  | 850  | 824  |

| 1962 | 1968 | 1975 | 1982 | 1990 | 1999 | 2006 | 2008 | 2013 |
| ---- | ---- | ---- | ---- | ---- | ---- | ---- | ---- | ---- |
| 846  | 746  | 723  | 678  | 607  | 598  | 600  | 600  | 578  |

| 2018 | 2022 | - | - | - | - | - | - | - |
| ---- | ---- | - | - | - | - | - | - | - |
| 541  | 543  | - | - | - | - | - | - | - |

En 2008, selon l’INSEE,  la densité de population de la commune était de 14 hab./km2, 61 hab./km2 pour le département, 68 hab./km2 pour la région Poitou-Charentes et 115 hab./km2.
Les dernières statistiques démographiques pour la commune d'Antigny ont été fixées en 2009 et publiées en 2012. Il ressort que la mairie administre une population totale de 611 personnes. À cela il faut soustraire les résidences secondaires (9 personnes) pour constater que la population permanente sur le territoire de la commune est de 602 habitants.

## Économie
Selon la direction régionale de l'Alimentation, de l'Agriculture et de la Forêt de Poitou-Charentes, il n'y a plus que 20 exploitations agricoles en 2010 contre 34 en 2000.
Les surfaces agricoles utilisées sont passées de 3 436 hectares en 2000 à 3 379 hectares en 2010. 49 % sont destinées à la culture des céréales (blé tendre essentiellement avec un peu d'orge et de maïs), 7 % pour le fourrage, 35 % pour les oléagineux (colza et tournesol) et 3 % reste en herbes.
L'élevage concerne surtout les bovins en 2010 (804 têtes en 2010 contre 513 têtes en 2000) sur 4 exploitations. L'élevage d'ovins très dominant en 2000 (1 025 têtes) sur 12 exploitations a presque disparus en 2010:136 têtes sur 4 exploitations. Cette évolution est conforme à la tendance globale du département de la Vienne. En effet, le troupeau d’ovins, exclusivement destiné à la production de viande, a diminué de 43,7% de 1990 à 2007. Il n'y a plus d'élevage de volailles (225 têtes sur 9 exploitations en 2000).

## Culture locale et patrimoine

### Lieux et monuments

#### Grotte du Taillis des Coteaux
Découverte en décembre 1998 et fouillée depuis septembre 2000, cette grotte est presque entièrement comblée de sédiment, si bien que son exploration complète n'est pas encore terminée. Dans l'état actuel des explorations, nous savons qu'elle s'enfonce de plus de 40 mètres dans la falaise... et probablement plus encore.
D'un point de vue archéologique, cette grotte renferme une des plus longues séquences chronologiques du Paléolithique supérieur actuellement en fouille en France : depuis l'Aurignacien (environ 30 000 ans) jusqu'au Magdalénien moyen (vers 14 000 ans), en passant par le Gravettien (entre 22 et 25 000 ans), le Solutréen (autour de 20 000 ans), le Badegoulien (18 000 ans) et le Magdalénien inférieur (vers 17 000 ans). Les niveaux archéologiques qui se succèdent dans l'entrée de cette cavité témoignent des passages successifs et plus ou moins réguliers des différents peuples chasseurs de renne qui occupaient les vastes territoires de l'Ouest de l'Europe. Outre de nombreux silex taillés, ces niveaux archéologiques livrent les restes des différents animaux chassés (renne, cheval, bison...) et pêchés (ombre, saumon, truite...) ainsi que des éléments de parures (en coquillage ou en os travaillé).
Actuellement, la grotte du Taillis des Coteaux est protégée par un bâtiment fermé. Située sur une propriété privée, et pour des questions de préservation, son accès est restreint aux chercheurs. Sa fouille méthodique se poursuit avec une équipe scientifique composée d'une vingtaine de chercheurs de tous horizons (université, CNRS, ministère de la Culture, secteur privé) et les résultats de leurs recherches sont régulièrement publiés.
Source

#### Église Notre-Dame
L'église Notre-Dameelle est de type romane avec un chœur gothique et date du XIe siècle. Elle est entourée de dalles funéraires. L'auvent du mur sud abrite des sarcophages mérovingiens. Son clocher est carré et couvert d'une flèche octogonale en pierre dont les arêtes sont ornées de fleurons. La nef est recouverte d'une voûte en chêne. Son mur Nord est orné de fresques du XIVe siècle qui n'ont été dégagées qu'en 1991. L'édifice a été classé au titre des monuments historique en 1913.
La chapelle Sainte-CatherineElle a été ajoutée au XVe siècle. Par son testament du 14 novembre 1421, Renaud de Montléon, écuyer, seigneur de Boismorand, décidait la construction d'une chapelle à la droite du chœur de l'église Notre-Dame. La chapelle est voûtée d'un simple berceau brisé sans bandeau. La partie orientale de la chapelle, dans le sol de laquelle est encastrée un autel, a longtemps servi de sacristie. La chapelle a retrouvé son volume original en 1985 par la suppression du mur qui la partageait en deux. Elle a été décorée de peintures murales au temps de Jean de Moussy, seigneur de Boismorand et de la Contour (circa 1430-1510). De technique assez fruste, ces peintures rappellent par bien des éléments la peinture populaire : faible nombre de couleurs, facture peu élaborée du dessin.
Sur le mur Est de la chapelleAu-dessus d'une large baie est représenté un christ en majesté dans une mandorle. Il est entouré des quatre Évangélistes, figurés par leur symbole traditionnel dans la peinture et la sculpture : l'homme pour saint Matthieu, l'aigle pour saint Jean, le lion pour saint Marc et le taureau pour saint Luc. Au-dessus de l'emplacement de l'autel, on distingue encore le Christ en croix entouré de la Vierge et de saint Jean ainsi que de deux autres personnages, dont l'un pourrait être un évêque.
Sur le mur Sud13 scènes sur trois niveaux sont représentées (de la droite vers la gauche et de haut vers le bas) : l'Annonciation, la Nativité, l'Annonce aux bergers, l'Adoration des Mages, le massacre des Innocents, saint Sébastien (représenté ici comme un personnage tirant à l'arc et non un personnage percé de flèches, comme la représentation traditionnelle), les armes des Moussy, la Cène, l'Arrestation de Jésus, le Christ outragé, la Flagellation, Jésus devant Ponce Pilate, la mise au tombeau.
Sur le mur Nord5 scènes : Le Dit des trois morts et des trois vifs (Trois élégants jeunes seigneurs à cheval vont à la chasse avec leurs chiens et leur faucon. Ils sont arrêtés à une croix de cimetière par trois morts aux squelettes grouillants de vers qui leur rappellent combien la vie est brève et les invitent à se préoccuper de leur salut. Cette scène annonce les danses macabres que l'on peut trouver dans une trentaine de peintures murales de la fin du XVe siècle, et les Vanités des XVIe et XVIIe siècles ), le Couronnement d'épines, le Portement de la croix, le Jugement Dernier, la Crucifixion (Jésus est ici représenté sans la couronne d'épines, a les bras horizontaux et le visage paisible. C'est plus une présentation romane que gothique qui souligne, d'habitude, la douleur et le tourment des derniers moments du Sauveur).
Une inscription concernant René d’Alougny, sieur de Boismorand est peinte sur la cage d’escalier du clocher:
IN HONOREM SANCTISSIMAE TRIADIS, SACRA

TISSIMAE VIRGINIS DEIPARAE, BEATISSIMAE

VIRGINIS ET MARTIRIS CATHARINAE CAETER

ORUMQUE SANCTORUM. RENATUS D’ALOU

GNI EQUES TORQUATUS AC DOMINUS

UTRIUSQUE BOISMORANT. SACELLUM HOC

RESTAURARI MISSAMQ(ue) IN EO QUALIBET

HEBDOMADA CELEBRARE CURAVIT ANNO

DOMINI 1642. AETATIS VERO SUAE.

Traduction : En l'honneur de la très sainte Trinité, de la très sacrée Vierge Mère de Dieu, de la très bienheureuse Catherine, vierge et martyre et de tous les autres saints ; René d’Alougny, chevalier décoré et seigneur des deux Boismorant, a fait restaurer ce petit sanctuaire et célébrer une messe toutes les semaines en l'an du Seigneur 1642 et à l’âge de...
René d’Alougny eut deux frères, Guy d'Alougny, chevalier de l'ordre de Saint-Jean-de-Jérusalem et Charles d'Alougny, capitaine au régiment de Lorraine. Un autre d'Alougny devint maréchal de France sous Louis XIV.
La construction celebrare curavit est assez libre. Le latin classique voudrait : missam curavit faciendam (cf Caesar curavit pontem faciendum).
L'église a été classée comme Monument Historique en 1913.
- Illustration filmée : Émission "La Carte Au Trésor" diffusée sur France 3 le 6 juillet 2009.

#### Lalanterne des morts

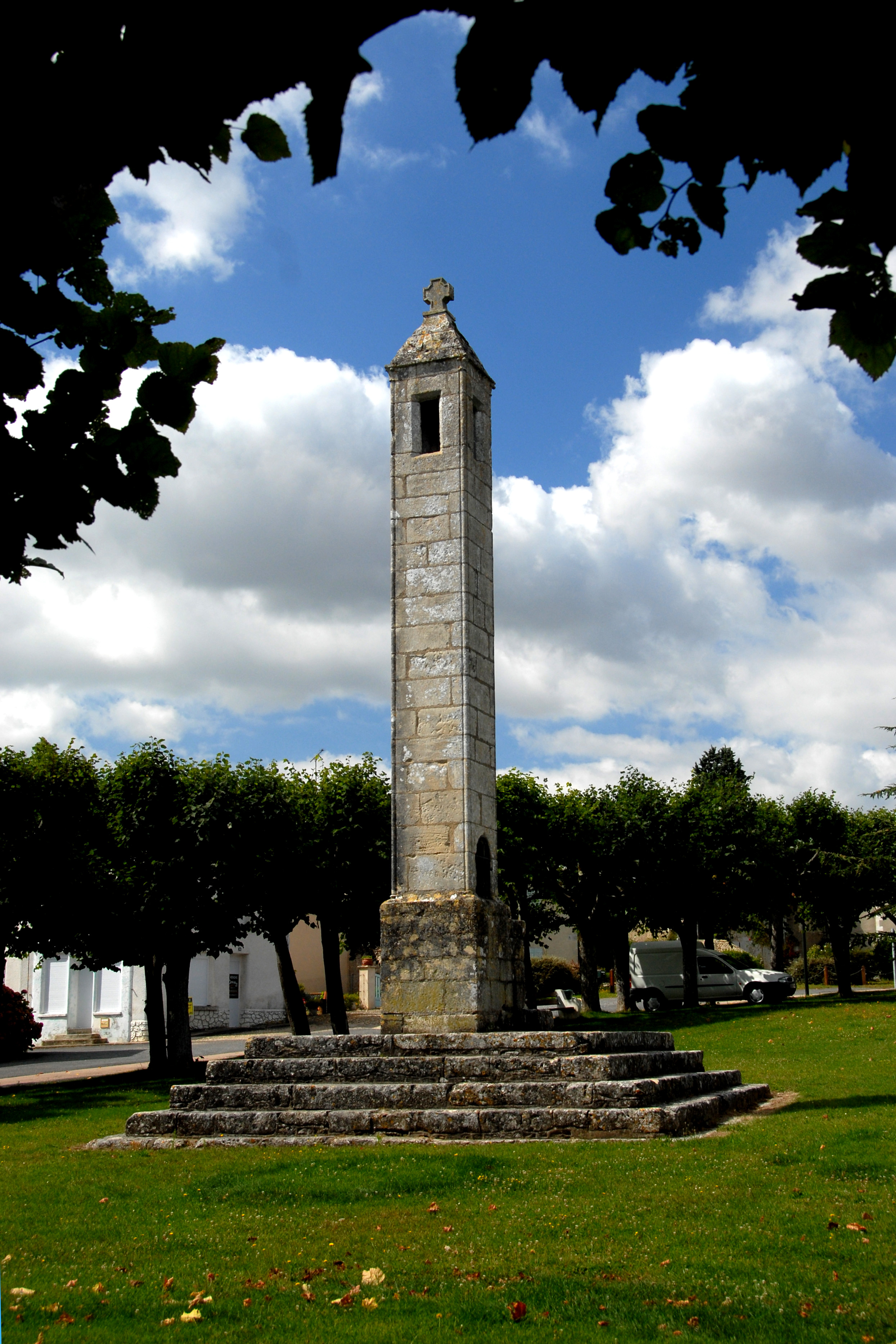
La lanterne des morts à Antigny.

Sur la place en face de l'église, se trouve une lanterne des morts datant du XIIe siècle. La place est située sur l'ancien cimetière du village, d'où la présence de ce monument.
La lanterne a conservé son autel. Le fut carré est creux et il est surmonté d'une croix. Une petite ouverture au Nord permet le passage de la lampe qui était hissée au sommet.
Les lanternes des morts ne sont connues que dans le Centre et le Nord de la France.
Les hypothèses les plus diverses ont été émises quant à leur fonction : phare destiné à guider les voyageurs égarés ; enseigne indiquant un cimetière, donc un lieu dangereux à éviter ; fanal permettant aux morts quittant leurs tombes pour hanter les vivants de retrouver leur cimetière à l'aube…
Toutefois, il est vraisemblable que les lanternes aient été des fanaux funéraires. Dès l'Antiquité, il était de tradition d'entretenir une flamme auprès des tombes. Cette coutume fut reprise par les premiers chrétiens pour qui la mort n'est qu'un passage de la lumière terrestre vers la lumière céleste. Les tombeaux s'ornèrent de bougies. Elles furent ensuite remplacées par un édifice de pierre où l'on entretenait une  lumière qui était ainsi protégée des intempéries et visible de très loin, symbolisant une bougie de pierre : la lanterne des morts.
La lanterne d'Antigny a été classée comme Monument Historique en 1884.

#### Le musée archéologique du Gué de Sciaux
Il présente des vestiges d'architecture gallo-romaine provenant du site du Gué de Sciaux. Le fronton d'un petit temple classique dédié à un héros romain a été reconstitué grandeur nature. On peut, aussi, y voir une belle tête du dieu Mercure. À l'étage du musée, le chauffage sur hypocauste fait l'objet d'une présentation didactique.
Le Musée a accueili 830 visiteurs en 2003.

#### Le château de Boismorand
C'est un château du XVe siècle. Les peintures murales de l'oratoire ont été classées en 1862 et 1913. Les ailes des communs et les jardins avec leurs fabriques sont inscrits comme Monuments Historiques depuis 1994, les loges en totalité, la tour et le mur d'enceinte depuis 2002.

#### Patrimoine naturel
Sur l'Inventaire des arbres remarquables de Poitou-Charentes, il y a deux arbres remarquables dans la commune : un châtaignier commun et un chêne pédonculé.

### Personnalités liées à la commune
- Gilles Farcet (1959-), écrivain et enseignant spirituel.